# Montaut (Lot i Garonna)
Montaut – miejscowość i gmina we Francji, w regionie Nowa Akwitania, w departamencie Lot i Garonna.
Według danych na rok 1990 gminę zamieszkiwało 207 osób, a gęstość zaludnienia wynosiła 15 osób/km² (wśród 2290 gmin Akwitanii Montaut plasuje się na 970. miejscu pod względem liczby ludności, natomiast pod względem powierzchni na miejscu 828.).